# Hatschekia hippoglossi
Hatschekia hippoglossi är en kräftdjursart som först beskrevs av Félix Édouard Guérin-Méneville 1831.  Hatschekia hippoglossi ingår i släktet Hatschekia och familjen Hatschekiidae. Arten är reproducerande i Sverige. Inga underarter finns listade i Catalogue of Life.